# Aulacodes gephyrotis
Aulacodes gephyrotis là một loài bướm đêm trong họ Crambidae.